# Maguso
Margarita Gutiérrez Solano, más conocida como Maguso (Bogotá, 1 de noviembre de 1952-Bogotá, 8 de abril de 1997) fue una actriz colombiana.

## Telenovelas y seriados
En televisión participó en las siguientes producciones:
- Amar y vivir (1988)
- Puerto amor (Malcolm Aponte, 1990)
- Asunción (Guillermo Calle - Andrés Marroquín, 1991)
- Bendita mentira (Alfredo Tappan, 1992)
- Puerta Grande (Kepa Amuchastegui, 1993)
- Paloma (Saín Castro, 1994)
- Las aguas mansas (1994)
- Eternamente Manuela (Miguel Varoni, 1995)
- Prisioneros del amor (Julio César Romero, 1996)
- Leche (1996)

## Filmografía
En cine actuó en los siguientes largometrajes:
- María Cano (Camila Loboguerrero, 1990)
- La gente de la Universal (Felipe Aljure, 1994)
- El alma del maíz [de la serie Amores y delitos (Patricia Restrepo, 1995)
- Una vida afortunada (Patrice Vivancos, 1997)
- Además fue una destacada actriz del Teatro La Mama, donde trabajó durante varios años.